# شارع روتشيلد

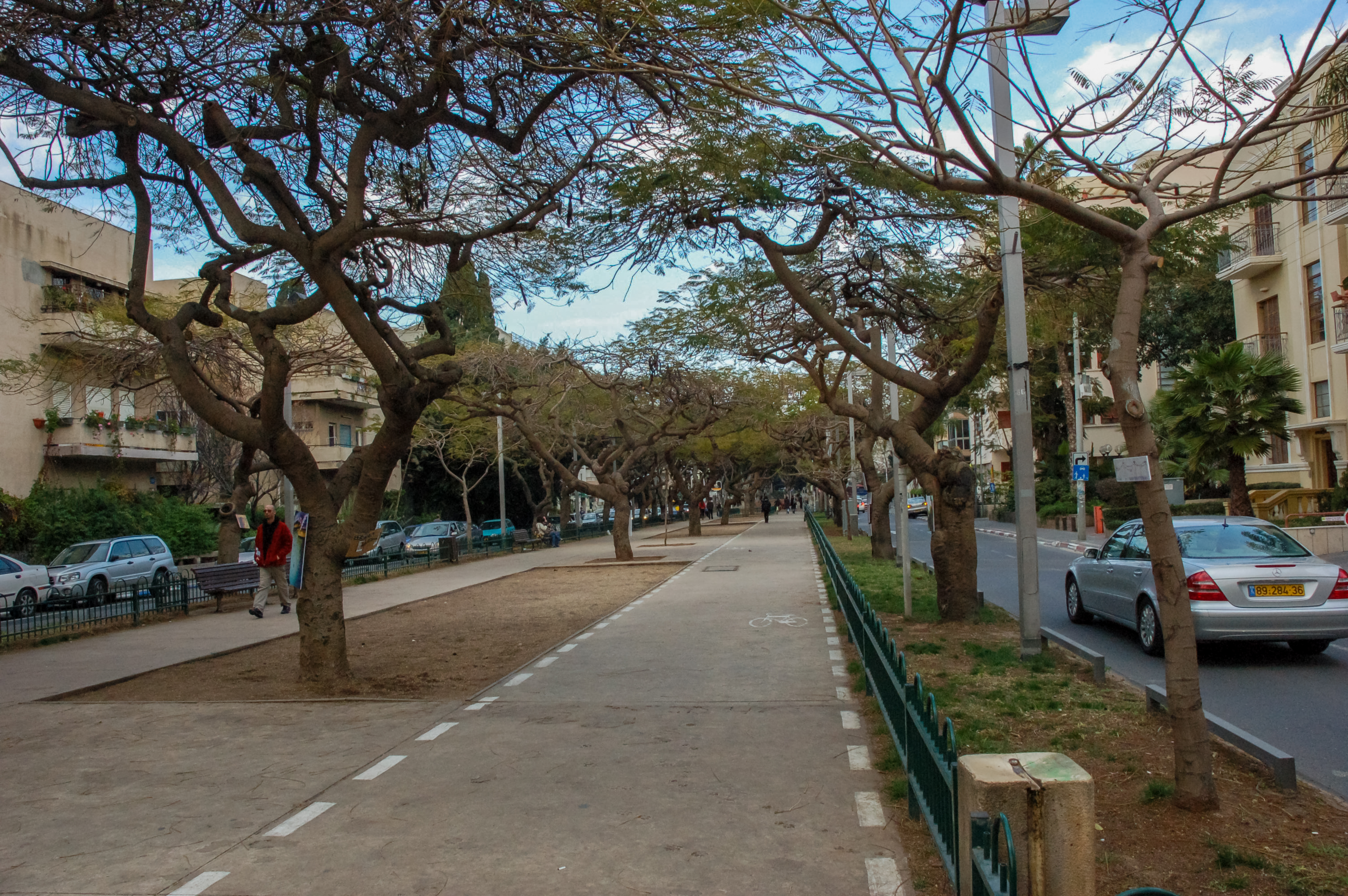
ممر للدراجات في شارع روتشيلد

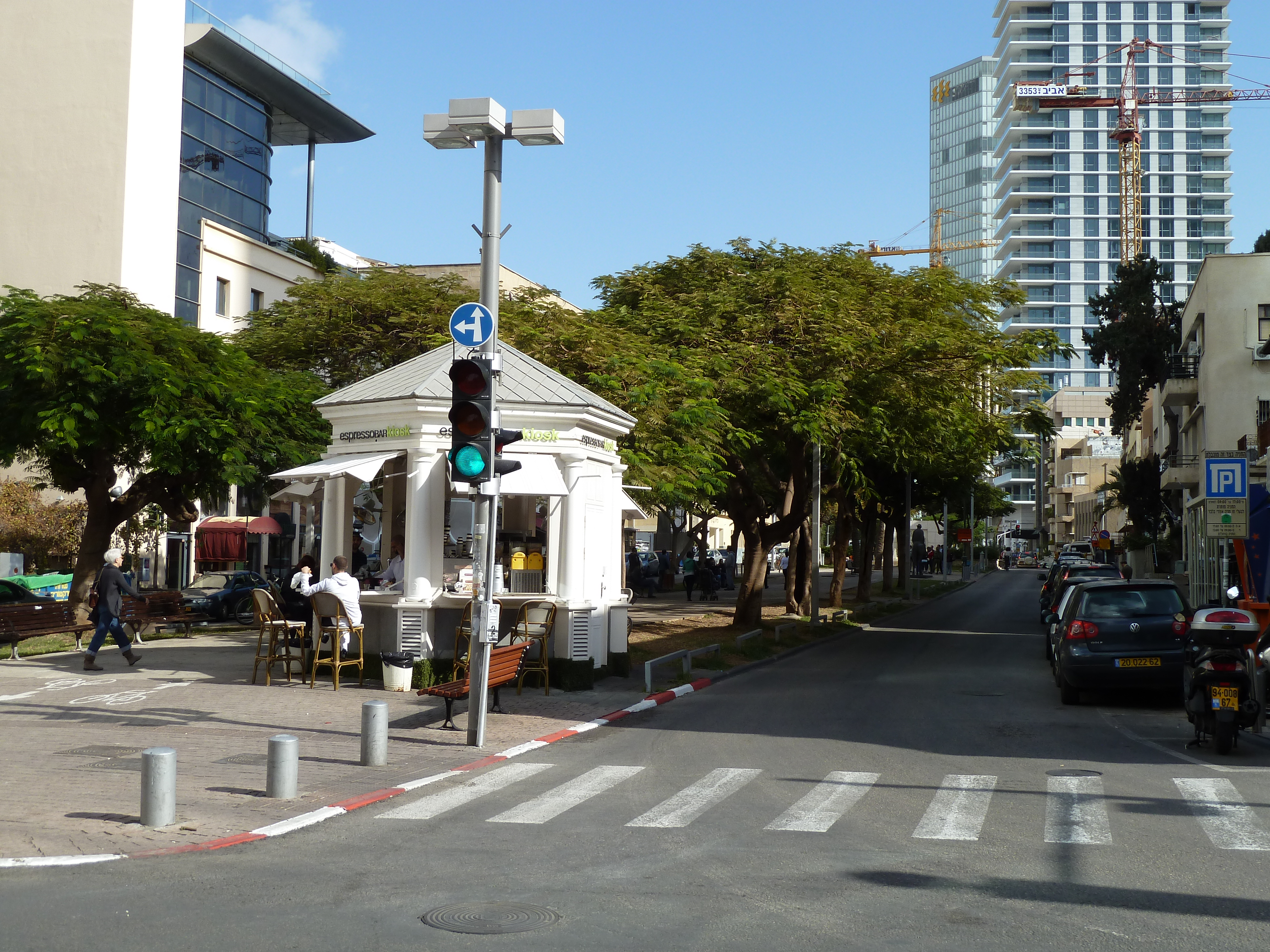
زاوية شارع روتشيلد وشارع هرتسل

شارع روتشيلد (بالعبرية: שְׂדֵרוֹת רוֹטְשִׁילְד‏) سديروت روتشايلد) أحد الشوارع الرئيسية في وسط تل أبيب في إسرائيل.
يبدأ في حي «نفيه تسيدك» في الطرف الجنوبي الغربي من المدينة، ويمتد شمالًا إلى مسرح هابيما.
يعد من أغلى شوارع المدينة، حيث يعد من أهم مناطق الجذب السياحي في المدينة.  ويتميز بشريط مركزي عريض تصطف على جانبيه الأشجار مع ممرات للمشاة والدراجات.

## تاريخ

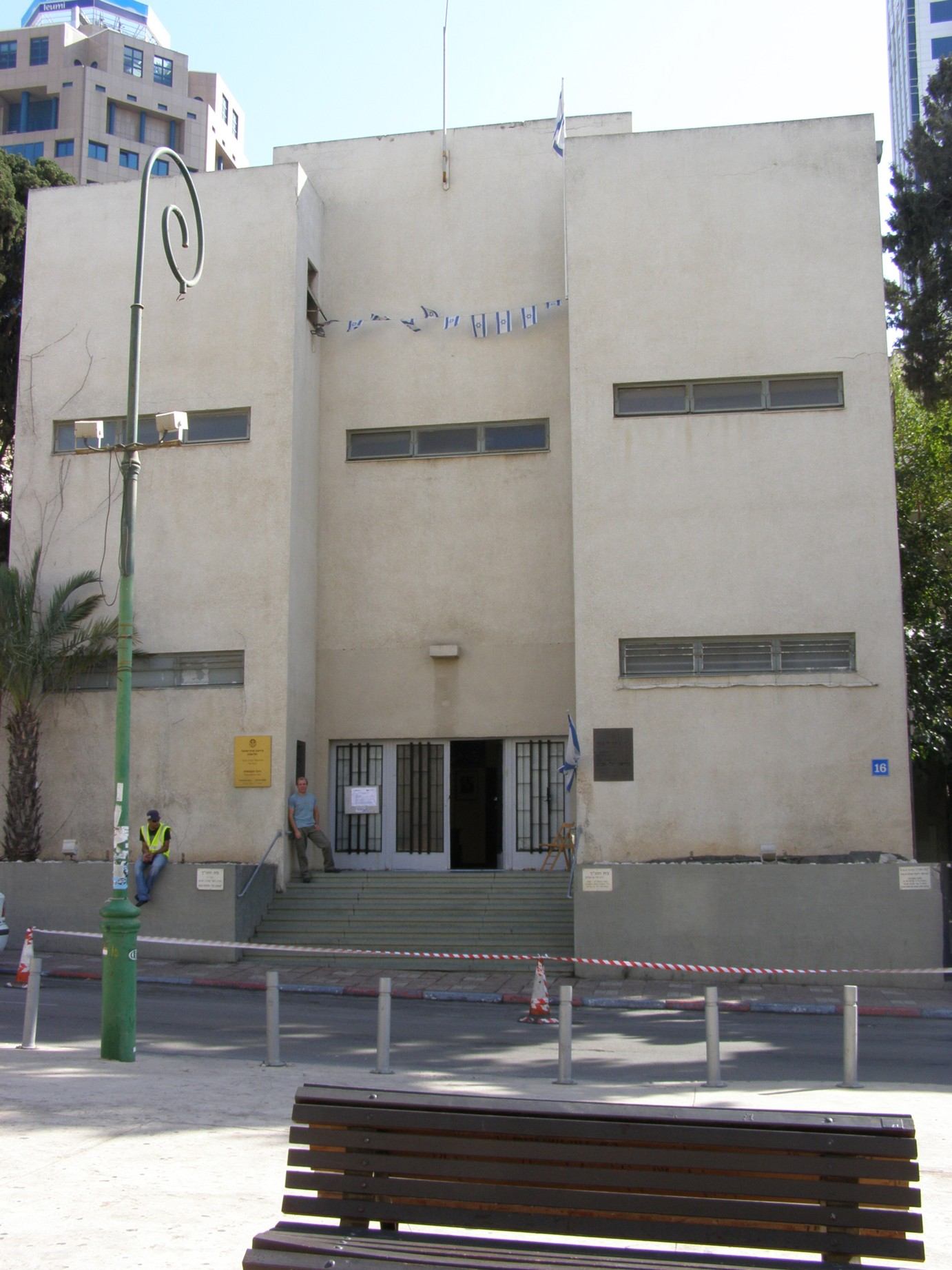
قاعة الاستقلال الإسرائيلية في 16 شارع روتشيلد، 2007

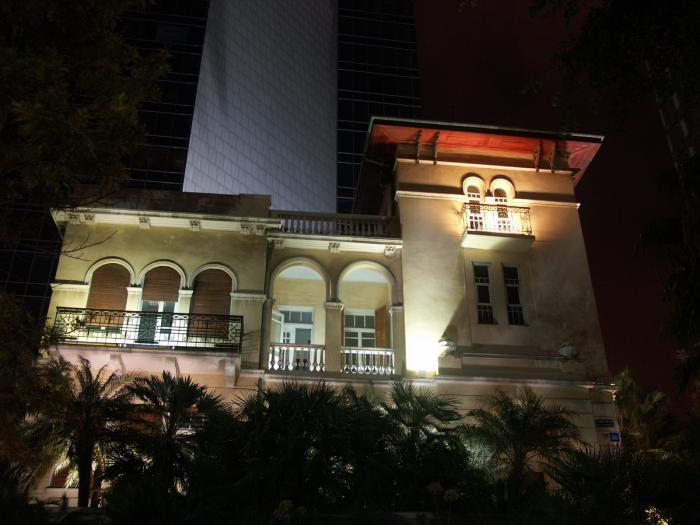
مبنى السفارة الروسية في شارع روتشيلد. بني (1924) تم ترميمه وتجديده (1991).

شارع روتشيلد هو واحد من أقدم الشوارع في تل أبيب. بعد إنشائه بفترة وجيزة، طلب السكان إعادة تسميته تكريماً للبارون إدموند جيمس دي روتشيلد.  تم بناء منزل واحد، على زاوية شارع روتشيلد وشارع هرتزل، في عام 1909 من قبل عائلة إليافسون، إحدى العائلات الستين المؤسسة في تل أبيب. في عام 2007، تم شراء المبنى وترميمه من قبل المعهد الفرنسي. 
تم التوقيع على إعلان استقلال إسرائيل في قاعة الاستقلال في شارع روتشيلد. تم بناء العديد من المباني التاريخية على طراز باوهاوس أو الطراز الدولي، وتشكل جزءًا من مدينة تل أبيب البيضاء، وهي أحد مواقع التراث العالمي من قبل اليونسكو.
منزل ليدربيرغ عام 1925، عند تقاطع شارع اللنبي، يتميز بسلسلة من الجداريات الخزفية الكبيرة التي صممها زئيف ربان عضو مدرسة بتسلئيل. تُظهر اللوحات الجدارية الأربع رائدًا يهوديًا يزرع ويحصد، وراعيًا ومدينة أورشليم، مع آية من سفر إرميا 31: 4، «مرة أخرى سأعيد بناءك وستُعاد بناؤك». 

## المركز المالي

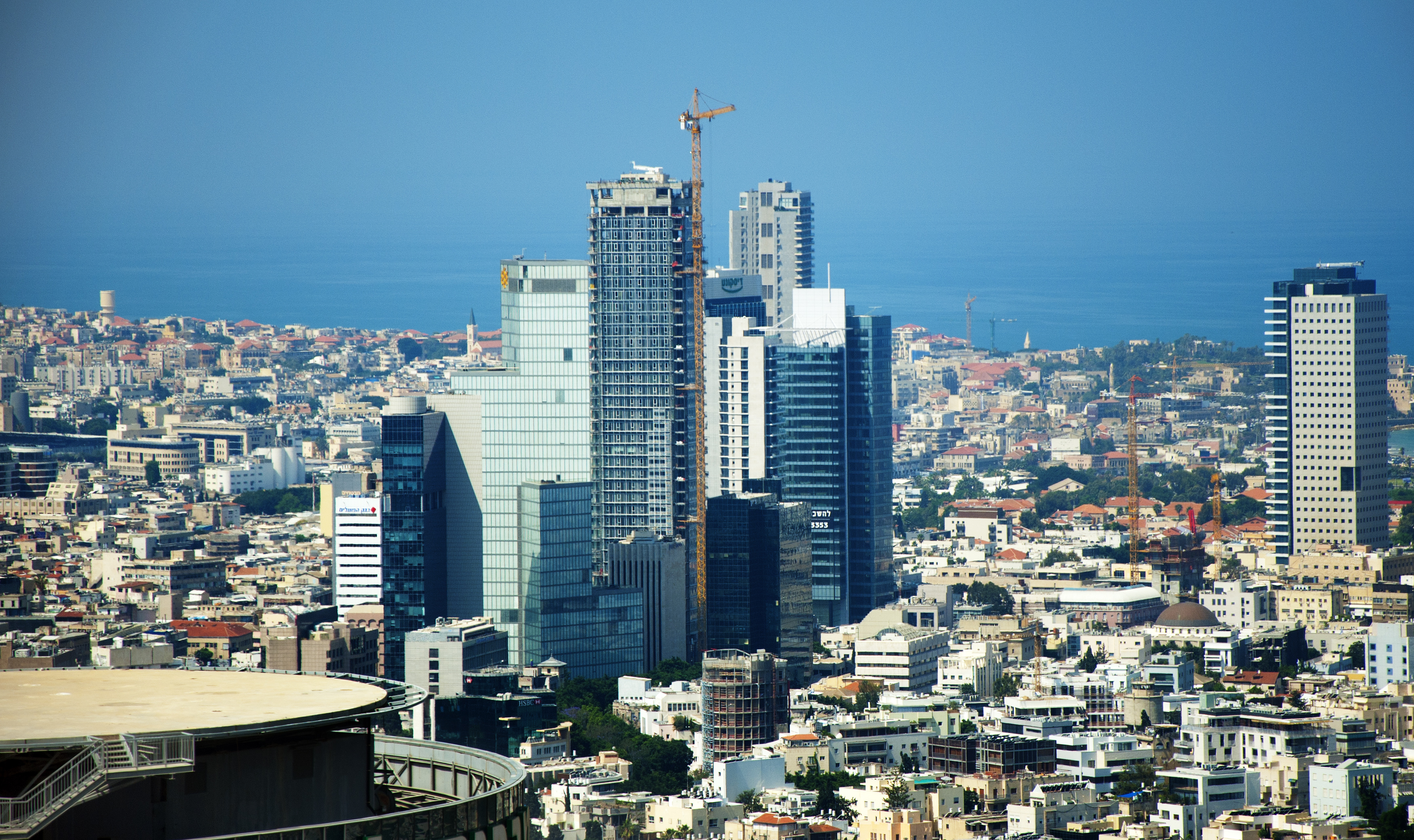
أبراج في شارع روتشيلد

يقع شارع روتشيلد في قلب الحي المالي في تل أبيب. ويقع فيه برج البنك الدولي الأول، بالإضافة إلى مكاتب بنك HSBC في إسرائيل.
من الستينيات حتى الثمانينيات عانى الشارع من تدهور المناطق الحضرية. بحلول عام 2005، شهد الشارع تحولًا جذريًا حيث تم ترميم المباني التاريخية وبدأ السكان في التدفق مرة أخرى وحقن الشارع بطاقة ثقافية متجددة.   
في فبراير 2012، افتتحت شركة بلومبيرغ إل بي مكتبًا في الشارع،  تليها شركة جوليوس بير في مارس من نفس العام.  وكان شارع روتشيلد بؤرة احتجاجات العدالة الاجتماعية الإسرائيلية عام 2011. 

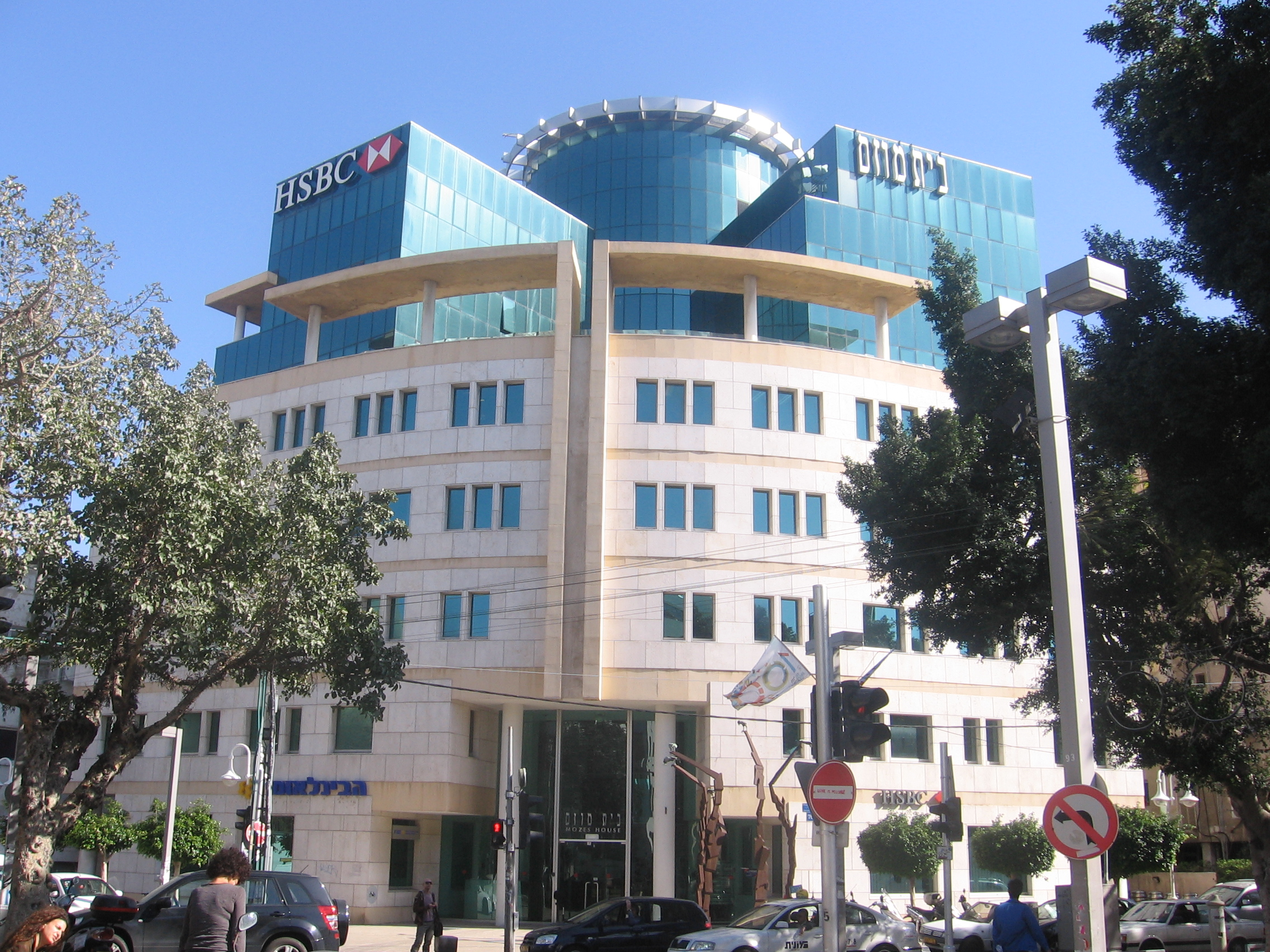
بيت موسى، شارع روتشيلد

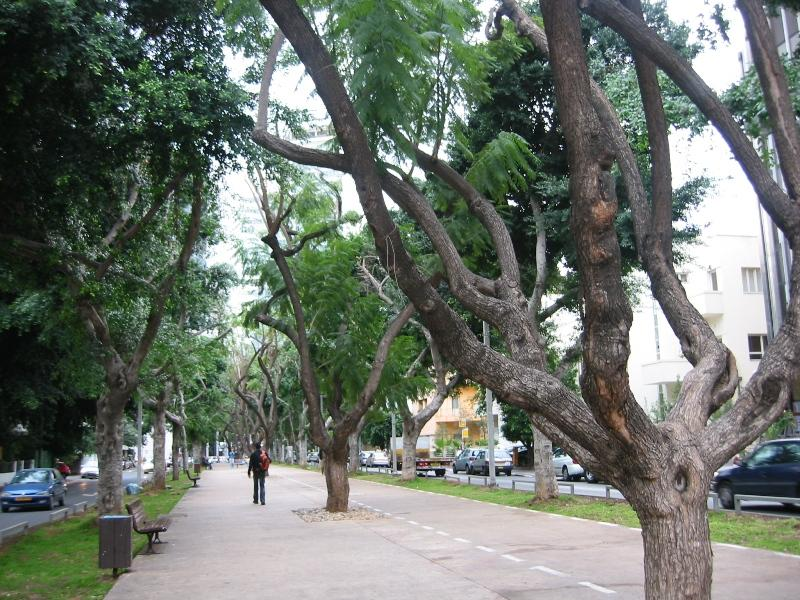
شارع تصطف على جانبيه الأشجار